# Antiguo Cuscatlán
Antiguo Cuscatlán est une municipalité du département de La Libertad au Salvador.
La ville est située à 4 kilomètres à l'ouest de la capitale San Salvador et à 5 kilomètres à l'est de la capitale départementale Santa Tecla, étant comprise entre ces deux villes et faisant entièrement partie de l'Aire Métropolitaine de San Salvador.
Avec 37 399 habitants selon une estimation de population établie en 2021, elle figure parmi les villes les plus importantes du département de La Libertad par son poids économique mais est l'une des moins peuplées de l'Aire Métropolitaine de San Salvador.
C'est un centre urbain fortement attractif, considérablement modernisé, et qui passe pour être la ville la plus riche de la grande agglomération de la capitale du Salvador. La ville abrite le site de l'ambassade des États-Unis dans le beau quartier huppé de Santa Elena. Elle a accueilli un centre d'affaires dont le siège de la multinationale Holcim, fait aménager trois zones industrielles et favoriser l'implantation de grands centres commerciaux comme le Multiplaza, la Gran Via, Les Cascades. 

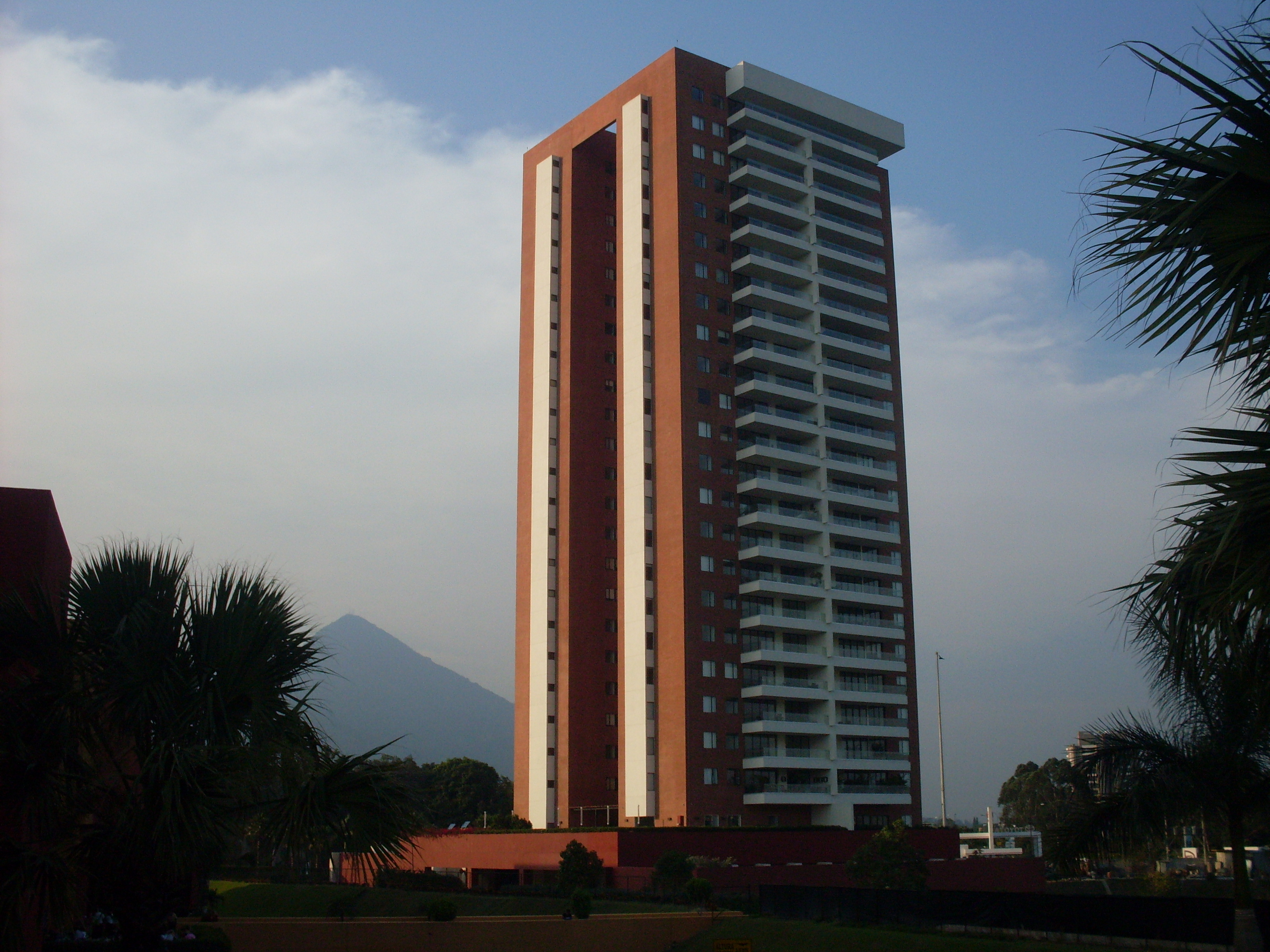
La tour El Pedregal, gratte-ciel de 110 étages construit en 2010.

De plus, de beaux immeubles modernes aux multiples fonctions résidentielles,  commerciales  et de bureaux d'affaires se sont édifiés depuis 2010 dont des gratte-ciel de plus de 110 étages comme la Torre Multiplaza et la tour El Pedregal.